# Quand, comment et avec qui ?
Pour plus de détails, voir Fiche technique et Distribution.
Quand, comment et avec qui ? (Come, quando, perché) est un film franco-italien réalisé par Antonio Pietrangeli et Valerio Zurlini, sorti en 1969. 

## Synopsis
Lors d'une réception à Turin, Paola, mal mariée avec le riche industriel Marco qui collectionne les aventures féminines, fait la connaissance du séduisant Alberto Pegasano, un ami de son mari venu d'Argentine pour affaires. Alberto lui fait une cour assidue, mais Paola le repousse et, pour échapper à la tentation, part plus tôt que prévu en Sardaigne pour y passer ses vacances en attendant que Marco vienne la rejoindre. Mais Alberto l'a suivie et elle finit par lui céder, s'épanouissant dans ses bras, jusqu'à ce qu'il la quitte après avoir obtenu ce qu'il recherchait. Paola regagne alors le domicile conjugal en culpabilisant et en se demandant si elle doit ou non avouer son aventure à Marco.

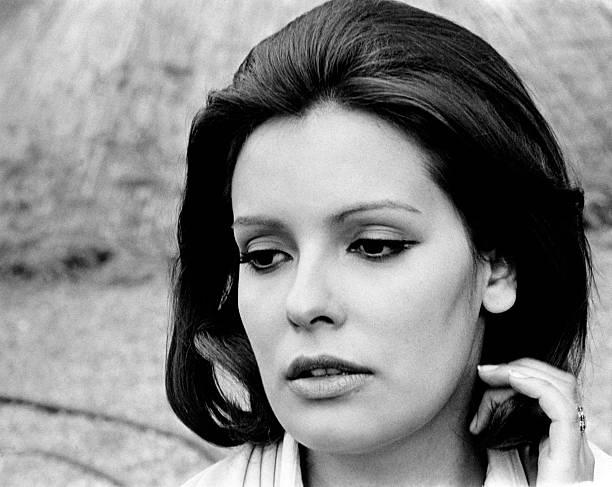
Danièle Gaubert dans Quand, comment et avec qui ?

## Fiche technique
- Titre original : Come, quando, perché
- Titre français : Quand, comment et avec qui ?
- Réalisation : Antonio Pietrangeli, Valerio Zurlini
- Scénario : Antonio Pietrangeli et Tullio Pinelli d'après le roman de Martin Maurice, Amour, terre inconnue (Éditions Gallimard, 1928)
- Direction artistique : Maurizio Chiari
- Décors : Giorgio Pes
- Costumes : Maurizio Chiari
- Photographie : Mario Montuori
- Son : Ferdinando Pescetelli
- Montage : Franco Fraticelli
- Musique : Armando Trovajoli
- Production : Gianni Hecht Lucari
- Sociétés de production[1] : Columbia Films (France), Documento Film (Italie)
- Sociétés de distribution[2],[3] : Mondial Film (France), Empire Distribution (France) et Columbia CEIAD (Italie)
- Pays d'origine :  Italie,  France
- Langue originale : italien
- Format : couleur (Eastmancolor) — 35 mm — 1,85:1 — monophonique
- Genre : comédie dramatique
- Durée : 102 minutes
- Dates de sortie[4] : 
  - Italie : 31 juillet 1969
  - France : 1er novembre 1972
- Classification et visa CNC : interdit aux –16 ans[Note 1], visa d'exploitation no 35360 délivré le 24 février 1972

## Distribution
- Philippe Leroy : Marco
- Horst Buchholz : Alberto Pegasano
- Danièle Gaubert : Paola
- Elsa Albani : la mère de Marco
- Liana Orfei : La Sarta
- Lili Lembo : Lucy
- Colette Descombes : Ingrid

## Tournage
- Le réalisateur Antonio Pietrangeli est mort noyé à Gaète durant le tournage et c'est Valerio Zurlini qui a terminé le film.
- Période de prises de vue : automne 1968.
- Extérieurs en Italie[5] : 
  - Latium : Gaète (Province de Latina),
  - Sardaigne : Sassari, Costa Smeralda.